# Cacteae in Horto Dyckensi Cultae
Cacteae in Horto Dyckensi Cultae (abreviado Cact. Hort. Dyck.) es un libro con ilustraciones y descripciones botánicas que fue escrito por el botánico y artista alemán Joseph de Salm-Reifferscheidt-Dyck y publicado en el año 1850 con el nombre de Cacteæ in horto dyckensi cultæ anno 1849, secundum tribus et genera digestæ additis adnotationibus botanicis characteribusque specierum in enumeratione diagnostica cactearum doct. Pfeifferi non descriptarum. A Ppe Jos. de Salm-Dyck.